# Arkadi Zenzipér
Arkadi Zenzipér (* 1958 in Leningrad) ist ein russischer Pianist, Klavierprofessor und Musikorganisator. Seit 1992 ist er Professor an der Hochschule für Musik Carl Maria von Weber Dresden.

## Leben
Zenzipér wurde 1958 in Leningrad (dem heutigen Sankt Petersburg) geboren. Er absolvierte sein Studium und die darauffolgende Aspirantur am Sankt Petersburger Konservatorium bei Grigori Lipmanowitsch Sokolow und Natan Jefimowitsch Perelman. Noch während seines Studiums hatte er neunzehnjährig einen Lehrauftrag am Konservatorium.
1985 siedelte Zenzipér zu seinen Verwandten in die DDR um. So entkam er drohenden Repressionen in der UdSSR. Es folgte eine Zäsur in seiner Karriere als Konzertpianist. Durch die Vermittlung von Amadeus Webersinke erhielt Zenzipér 1986 einen Lehrauftrag an der Hochschule für Musik in Dresden. Seit 1992 ist er dort Professor für Klavier, ab 1993 der Nachfolger von Webersinke. Seit 2017 hat er ein Lehrdeputat an der Musikakademie Brescia in Italien inne.
Zenzipér lebt mit seiner Familie in Schnackenburg. Seine Frau ist die Pianistin Tatjana Zenzipér.

## Werk
Mit dem Engagement als Pianist im Trio „Ex Aque“ mit Antje Weithaas und Michael Sanderling 1987 bekam Zenzipérs Karriere einen bedeutenden Impuls. Während dieser Zeit spielte er unter anderem Duos mit Michael Erxleben und Heike und Torsten Jannicke. Im Oktober 1987 konzertierte er das erste Mal in die BRD.
Zenzipér konzertierte als Solist mit der Staatskapelle Dresden, dem Rundfunk-Sinfonieorchester Berlin, der Tschechischen Philharmonie, dem Bruckner Orchester Linz, der Slowakischen Philharmonie, der Moskauer Philharmonie, der Dresdner Philharmonie, dem Konzerthausorchester Berlin, der Krakauer Philharmonie, der Tschechischen Philharmonie und der Staatskapelle St. Petersburg. Er spielte beim Schleswig-Holstein Musik Festival, beim Münchner Klaviersommer und im Concertgebouw (Amsterdam).
Mehrere von Zenzipérs Schülern sind Preisträger internationaler Wettbewerbe. Regelmäßige Konzertreisen und Meisterkurse führen ihn unter anderem nach Russland, China, Polen, Argentinien, Italien, Malta, Spanien, Tschechien, Israel, Japan, Süd-Korea, in die USA und die Schweiz.
Außerdem ist Zenzipér Jurymitglied verschiedener internationaler Wettbewerbe. Er setzt sich für die russisch-deutsche Kulturverständigung ein und initiierte gemeinsam mit Andreas Graf von Bernstorff die Gründung der Gartow Stiftung zur Förderung des musikalischen Nachwuchses in St. Petersburg.
Zenzipér war 2001 Gründer und bis 2004 Festspieldirektor des Dreiklangfestivals im Dreiländereck Deutschland-Polen-Tschechien.

### Schubertiaden Schnackenburg
Zenzipér ist Gründer und künstlerischer Leiter der Schubertiaden in Schnackenburg. Die Anfänge der Reihe liegen in einem Konzert im Schloss Gartow 1989. Zenzipér fühlte sich von der Natur dort erinnert an die Sommer seiner Kindheit, die er mit seinem Großvater im russisch-finnischen Grenzgebiet verbracht hatte. Im ehemaligen Amtshaus des nahegelegenen Schnackenburgs fand er einen passenden Rahmen für Sommerkonzerte. Er stellte seinen Förster-Flügel in das Haus und spielte vorerst nur für sich. Bei offenem Fenster fand er zahlreiche Zuhörer, auch den damaligen Stadtdirektor Ortmanns. Zenzipér begann daraufhin, gemeinsam mit Kammermusikpartnern kostenfreie Konzerte zu veranstalten.
Durch die Lektüre eines Buches über Franz Schubert und seine Musizierstunden in Wien kam Zenzipér auf die Idee, in Schnackenburg Schubertiaden zu starten. Er gründete dazu einen Förderverein.
Bei den Schubertiaden waren unter anderem Eckart Haupt, Ilya Konovalov, Leonid Gorokhov, Alexander Rudin, Friedrich-Wilhelm Junge, Sergei Dogadin, Vladimir Jurowski und Gija Kantscheli zu Gast.

### CD-Veröffentlichungen (Auswahl)
Zenzipérs Diskographie umfasst Aufnahmen von Glinka, Prokofjew, Sergei Wassiljewitsch Rachmaninow, Mendelssohn Bartholdy, Mozart, Chopin und Schumann. CDs erschienen unter anderem bei den Labels Genuin classics, und Berlin Classics.
- 1991: Cello & Piano (mit Kerstin Feltz), RAM
- 1995: Festkonzert Im ZDF (mit der Staatskapelle St. Petersburg), ZDF
- 1996: Arkadi Zenzipér mit dem Rundfunk-Sinfonieorchester Berlin und der Staatskapelle St. Petersburg, Sächsische Tonträger
- 2004: Musik Für Trompete und Klavier (mit Ludwig Güttler), Berlin Classics
- 2008: Soloists of the Schubertiaden Schnackenburg, Genuin classics
- 2009: Romantische Flötenmusik (mit Eckart Haupt), Berlin Classics
- 2010: Sergei Wassiljewitsch Rachmaninow: 2. Klavierkonzert und Rhapsodie über ein Thema von Paganini, Classical Records
- 2019: Schicksalsklänge – Werke für 2 Klaviere (mit Tatjana Zenziper), Genuin classics

## Auszeichnungen
- Studienabschluss und Aspirantur am Sankt Petersburger Konservatorium mit Auszeichnung
- 1987: 2. Platz beim XI. Internationalen Kammermusikwettbewerb in Florenz zusammen mit Michael Erxleben (Violine). Ein erster Preis wurde nicht vergeben.[8]
- 2020: Verdienstkreuz am Bande des Verdienstordens der Bundesrepublik Deutschland auf Vorschlag des niedersächsischen Ministerpräsidenten Stephan Weil als erster Professor der Dresdner Hochschule für Musik Carl Maria von Weber. Die Auszeichnung „würdige seine herausragende nationale und internationale künstlerische Arbeit als Pianist, Pädagoge und Festival-Leiter“.[9]